# Калмыковы
Калмыковы — русские дворянские роды.
Самый известный из родов восходит к Григорию Степановичу Калмыкову, который служил стряпчим при дворе царицы Прасковьи Фёдоровны (1696). Его потомство внесено во II часть родословной книги Тверской губернии.
Другие роды Калмыковых, всего девять, более позднего происхождения.